# Gus Kahn
Gustav Gerson Kahn (født 6. november 1886, død 8. oktober 1941) var en tyskfødt amerikansk sangtekstforfatter. Han er kendt for at skrive sange til film og broadwayshows, og var nomineret to gange til en Oscar for bedste sang. Hans sange er blevet brugt i mere end 700 film.

## Biografi
Kahn blev født i 1886 i Koblenz, Tyskland. Søn af Theresa og Isaac Kahn, der var kvægmand.
Den jødiske familie immigrerede til USA og flyttede til Chicago i 1890. Efter eksamen fra gymnasiet arbejdede han som kontorist i en postordervirksomhed, inden han startede en af de mest succesrige og produktive karriere fra Tin Pan Alley.
Kahn giftede sig med Grace LeBoy i 1916 og de fik to børn, Donald og Irene.
I sine tidlige dage skrev Kahn specielt materiale til Vaudevillen. I 1913 begyndte han et produktivt samarbejde med den veletablerede komponist Egbert Van Alstyne, med hvem han skabte flere bemærkelsesværdige hits i æraen, inklusiv "Memories" og, sammen med Tony Jackson, "Pretty Baby". Senere begyndte han at skrive tekster til komponisten og bandlederen Isham Jones.
Dette partnerskab førte til et af Kahns mest kendte værker "I'll See You in My Dreams". der blev den engelske titel på filmen Jeg faldt for din sang fra 1951, der handlede om hans liv, med Danny Thomas i rollen som Kahn og Doris Day i rollen som Grace.
Gennem 1920'erne fortsatte Kahn med at skrive sange til Broadway såsom: Holka Polka (1925), Kitty's Kisses (1926), Artists and Models (1927), Whoopee! (1928), and Show Girl (1929). Han arbejdede derefter med at skrive sange til flere film, primært for Metro-Goldwyn-Mayer.
I 1933 blev Kahn filmsangskriver på fuld tid og bidrog til film som Carioca, Thanks a Million, Den syngende sheik, En dag på galopbanen, Hele Verden synger, Kærlighedens Symfoni, Tre smarte piger, Gøglere, San Francisco, Letsindige Marietta og Ziegfeld Girl.
Kahn havde et langt venskab med Walter Donaldson. Deres første samarbejde var sangen "My Buddy" i 1922. De fortsatte med at lave over 100 sange sammen.
Kahn døde i Beverly Hills, Californien den 8. oktober 1941 af et hjerteanfald som 54-årig.